# برمید جیوه (I)
برمید جیوه(I) (به انگلیسی: Mercury(I) bromide) با فرمول شیمیایی Hg۲Br۲ یک ترکیب شیمیایی است. که جرم مولی آن ۵۶۰٫۹۹ g/mol می‌باشد. شکل ظاهری این ترکیب، بلورهای چهاروجهی سفید است.